# Големинов, Марин
Мари́н Петро́в Големи́нов (болг. Марин Петров Големинов; 28 сентября 1908, Кюстендил, Болгария — 19 февраля 2000, Эшпинью, Португалия) — болгарский композитор, дирижёр, скрипач, музыковед и педагог. Академик Болгарской академии наук с 1989 года. Народный артист НРБ.

## Биография
Родился в семье адвоката. В 1930 году окончил Государственную музыкальную академию по классам скрипки (профессор Тодор Торчанов) и теории музыки (профессора Добри Христов и Никола Атанасов), а в 1934 году окончил парижскую «Схола канторум» у Венсана д’Энди (композиция) и Нормальную школу музыки у Поля Дюка. В 1938—1939 годах совершенствовался у Йозефа Хаса (композиция), X. Кнапе, Карла Эренберга (дирижирование) и А. Лоренца в Мюнхене. В 1935—1938 годах скрипач струнного квартета Владимира Аврамова, а в 1936—1938 годах — руководитель созданного по его инициативе Камерного оркестра радио в Софии. С 1939 года преподавал оркестровку и композицию в Государственной академии музыки в Софии (с 1941 года — профессор, а в 1954—1956 годах — ректор). С 1943 года дирижёр Академического симфонического оркестра (ныне оркестр Софийской филармонии), с которым гастролировал во многих странах, в том числе в СССР. В 1965—1967 годах — директор Софийской народной оперы. Писал музыку к кинофильмам, занимался обработкой народных песен. Среди учеников: Димитр Христов, Димитр Тыпков, Георги Минчев, Пламен Джуров и другие. Был постоянным председателем оргкомитета Всеболгарского фестиваля оперного и балетного искусства, проходящего ежегодно в Стара-Загоре. Автор теоретических работ «У истоков болгарской музыки», «Проблемы инструментоведения» и других.
Его сын, Михаил Големинов, также стал композитором.

## Сочинения
- опера «Ивайло» / Ивайло (по Ивану Вазову, 1959, София)
- опера «Захарий Зограф» / Зографът Захарий (1971, София)
- опера «Фракийские идолы» / Тракийски идоли (1980, София)
- оперетта «Золотая птица» / Златната птица (1961)
- балет «Нестинарка»[3] / Нестинарка (1942, София)
- балет «Дочь Калояна» / Дъщерята на Калояна (1973, София)
- Симфонические вариации на тему Добри Христова (1942)
- Симфоническая поэма для баса «Сельская песня» / Селска песен (1943)
- Детская симфония / Детска симфония (1963)
- Прелюдия, ария и токката для фортепиано с оркестром (1947—1954)
- «Рильские колокола» (1930)
- «Ночь» / Нощ (1933)
- оратория «Титан»[4] / Титанът (на стихи Божидара Божилова)
- концерт для струнного оркестра (1963)
- 4 симфоний (3-я — «Миру—мир», 1970; 4-я — камерная «Шопофония»[5], 1978)
- 9 струнных квартетов (3-й — «Староболгарский», 1944; 4-й — «Микроквартет», 1967)
- концерт для виолончели с оркестром (1950)
- Пять эскизов для струнного оркестра
- Симфонические импрессии по картинам Владимира Димитрова-Майсторы для сопрано и оркестра / Симфонични импресии по картини на Майстора (1981—1982)
- Три акварели

## Литературные сочинения
- Към извора на българского звукотворчество. — София, 1937.
- Проблеми на оркестрацията.[6] — София, 1953, 1966. Ч. 1-2.
- Зад кулисите на творческия процес. — София, 1971.
- Дневници. — София, 1996.

## Награды
- 1964 — Димитровская премия
- 1965 — Народный артист НРБ
- 1976 — премия Гердера
- 1978 — Герой Социалистического Труда
- 1983 — орден «Георгий Димитров»